# Гавани (Браила)
Гавани (рум. Găvani) насеље је у Румунији у округу Браила у општини Ђеменеле. Oпштина се налази на надморској висини од 14 m.

## Становништво
Према подацима из 2002. године у насељу је живело 223 становника, од којих су сви румунске националности.